# سپاه نبی اکرم کرمانشاه

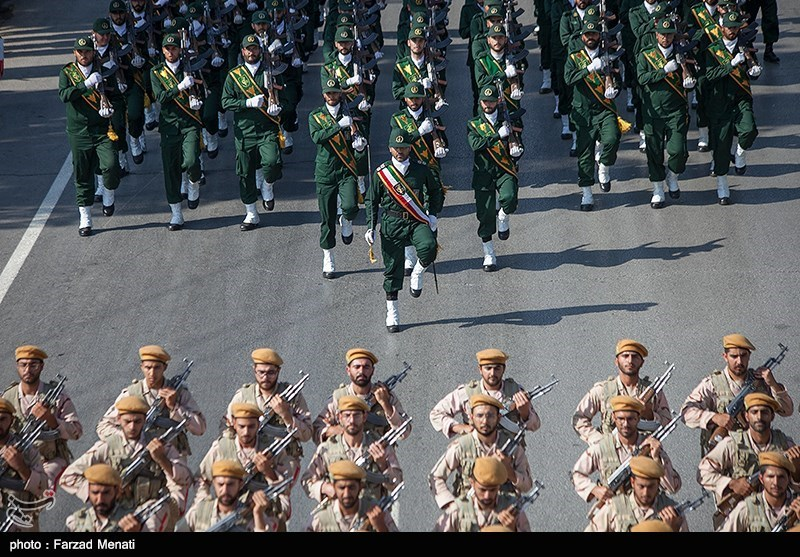
رژه نیروهای سپاه نبی‌اکرم کرمانشاه در سالگرد جنگ ایران و عراق در سال ۱۳۹۸، کرمانشاه

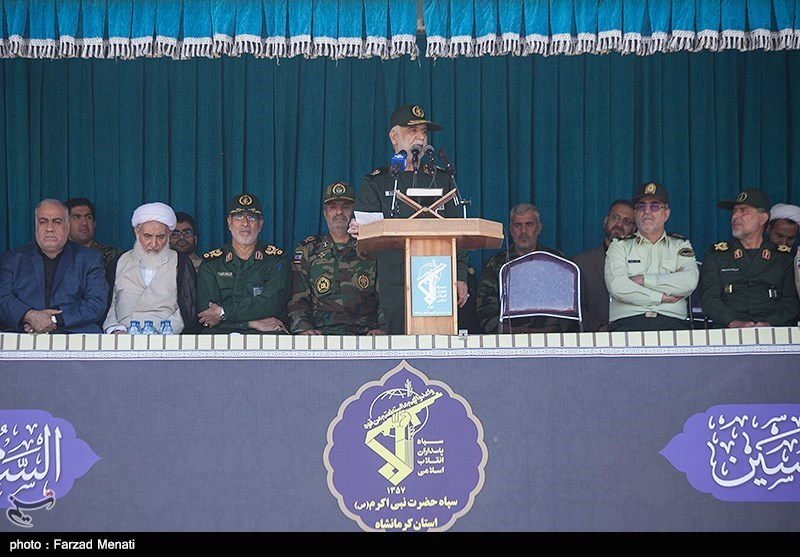
بهمن ریحانی؛ فرمانده سپاه نبی‌اکرم کرمانشاه، در حال سخنرانی به مناسبت سالگرد جنگ ایران و عراق

سپاه نبی اکرم کرمانشاه یگان نظامی-امنیتی و از سپاه‌های استانی زیرمجموعه سپاه پاسداران انقلاب اسلامی است، که ستاد فرماندهی آن در شهر کرمانشاه مستقر می‌باشد و وظیفه فرماندهی و کنترل کلیه یگان‌های سپاه و بسیج مستقر در استان کرمانشاه را برعهده دارد. پیشینه شکل‌گیری این یگان به سال ۱۳۶۲ و تشکیل تیپ ۲۹ نبی اکرم در خلال جنگ ایران و عراق بازمی‌گردد. سپاه نبی‌اکرم کرمانشاه در سال ۱۳۸۷ در پی اجرای طرح تغییرات ساختاری سپاه پاسداران و ادغام واحدهای نیروی زمینی سپاه و بسیج، سپس تشکیل سپاه‌های استانی تأسیس شد. مهم‌ترین یگان‌های زیرمجموعه این سپاه، لشکر ۲۹ نبی اکرم، لشکر ۴ بعثت، تیپ ۵۹ مسلم بن عقیل و تیپ ۱۰۰ انصارالرسول، همچنین ۱۴ سپاه ناحیه‌ای (نواحی بسیج شهرستان‌های استان) همچون سپاه کرمانشاه، سپاه پاوه، سپاه اسلام‌آباد غرب، سپاه سرپل ذهاب، سپاه سنقر، سپاه صحنه و سپاه گیلان‌غرب می‌باشند. در حال حاضر سرتیپ‌ پاسدار بهمن ریحانی فرماندهی سپاه نبی‌اکرم کرمانشاه را برعهده دارد.